# Partula garretti
Partula garretti е изчезнал вид коремоного от семейство Partulidae.

## Разпространение
Видът е бил ендемичен за Френска Полинезия.